# Birdova invazija na Kentucky
Birdova invazija na Kentucky je bila ena faza obsežne načrtovane serije operacij, ki so jih Britanci načrtovali leta 1780 med ameriško revolucionarno vojno, s katero naj bi celoten Zahod, od Quebeca do Mehiškega zaliva, očistili tako španskih kot ameriških sil. Medtem, ko je Birdova kampanja dosegla omejen uspeh, saj je napadla dve utrjeni naselji, ji končni cilj ni uspel. Tudi druge britanske operacije, ki so bile del načrta, so propadle.

## Ozadje
Britanske oblasti so spomladi 1780 pripravile izvedbo celovitega načrta za ponovno osvojitev ozemlja Illinois in napad na St. Louis, New Orleans ter druge španske postojanke ob reki Mississippi. Španija, zaveznica Francije, se je leta 1779 pridružila vojni proti Veliki Britaniji in v tistem letu hitro prevzela nadzor nad britanskimi položaji ob Mississippiju. Načrtovana so bila štiri sočasna gibanja. Stotnik Henry Bird s silami iz Detroita, je bil usmerjen, da "zabava" Georgea Rogersa Clarka pri slapovih Ohia. General John Campbell, 5. vojvoda Argylla, iz Pensacole, naj bi po zavzetju New Orleansa nadaljeval po Mississippiju do Natcheza, kjer naj bi se mu pridružila tretja sila, ki je prišla po reki Illinois in zavzela St. Louis. Stotnik Charles de Langlade naj bi vodil sile po ozemlju Illinoisu, ki naj bi se razdelile in nadzorovale tudi Vincennes.
Noben del načrta ni bil uspešen. Campbell je bil zaposlen z grožnjo, ki jo je predstavljal Bernardo de Gálvez, guverner španske Louisiane, ki je marca 1780 zavzel Mobile (in nato leta 1781 tudi Pensacolo). Ekspedicija proti St. Louisu je bila odbita. Langlade je umaknil preostale sile, ko se je približala illinoiška konjenica.

## Invazija
Iz Fort Detroita je stotnik Henry Bird iz 8. pehotnega polka junija 1780 vodil indijansko silo 1.000 mož, ki jo je spremljalo 150 britanskih vojakov in milice (redni vojaki 8. in 47. polka, detroitska milica in bombardirji Kraljevega artilerijskega polka), proti naseljencem Kentuckyja. Ko so prispeli do sotočja rek Miami in Ohio, je njihov velik indijanski kontingent, zaskrbljen, da je Clark, po njihovem mnenju mogoče prisotnen pri slapovih, vztrajal pri napadu na manjše utrdbe in postojanke. Čeprav bi morda uspešno dosegli slapove, medtem ko je bil Clark odsoten (koordiniral je obrambo na Mississippiju s Španci), Bird indijanskih zaveznikov ni mogel prepričati, da bi ohranili prvotni načrt.
Brez odpora so se premikali vzdolž reke Licking, predhodnica Birdove sile je dosegla Ruddell's Station in jo obkolila v noči na 21. junij. Bird je sam prispel naslednji dan z glavnino svoje sile in topniški ogenj je hitro prebil lesene zidove postaje. Isaac Ruddell je vztrajal, da se z ljudmi pod njegovo zaščito ravna kot z britanskimi ujetniki, pod zaščito majhnega britanskega kontingenta. Indijanci so to ignorirali in so hiteli v utrdbo, da bi plenili in ropali. Po Birdu so "vdrli, trgali uboge otroke od materinih prsi, mnoge ubili in ranili." Ko so si Indijanci razdelili ujetnike in plen po svoji volji, so želeli nadaljevati do naslednje postaje. Bird jih je uspešno prepričal, da so se strinjali, da bodo ujetniki, zajeti v prihodnosti, predani njim po britanski presoji.
Martin's Station, nedaleč od Ruddell's, je bil podobno presenečen in se je predal. Naseljenci na postaji Martin so slišali streljanje pri trdnjavi Ruddell in niso bili presenečeni, ko so se pojavili Britanci. Ostali so znotraj zidov postaje kot svojo najboljšo zaščito, čeprav so bili prisiljeni k predaji. Indijanci so spoštovali dogovor z Birdom in ujetnike so predali britanskim vojakom. Vojna skupina približno šestdesetih mož se je ločila od večje kampanje, da bi napadla postajo Grant (približno 5 milj (8 km) severovzhodno od Bryan's). Čeprav je bilo iz postaje Bryan's poslanih štirideset mož za pomoč, je bila postaja Grant's požgana, dva moška in ženska pa so bili ubiti.
Medtem, ko so Indijanci nato želeli napasti Lexington, največje naselje na tem območju, je Bird ukazal končati odpravo, navajajoč pomanjkanje zalog in zmanjšan pretok vode na reki Licking za prevoz poljskih topov.
Odprava se je nato vrnila po isti poti. Po prečkanju Ohia so Indijanci, ki so živeli na tem območju (Delaware, Shawnee in Miami), začeli zapuščati odpravo, s seboj so vzeli svoj plen in ujetnike. Ko je Bird 4. avgusta prispel v Fort Detroit, je sila še vedno zadrževala 300 ujetnikov zajetih z obeh postaj, vključno z mnogimi sužnji, ki so bili ločeni od svojih lastnikov in so jih poveljniki napada obdržali kot vojni plen.

## Posledice
Strah, ki ga je vcepila Birdova kampanja, je mnoge naseljence prisilil, da so zapustili svoje posesti in pobegnili na vzhod. Clark, ki je namesto tega želel rekrutirati naseljence za kampanje proti indijanskim naseljem severno od Ohia, ki so bila dom nekaterim udeležencem odprave, je zaprl edino cesto iz Kentuckyja na vzhod, da bi pridobil dodatne rekrute in orožje.